# براندون مور
براندون مور (بالإنجليزية: Brandon Moore)‏ هو لاعب كرة قدم أمريكية أمريكي، ولد في 3 يونيو 1980 في غاري في الولايات المتحدة.

## وصلات خارجية
- براندون مور على موقع مرجع كرة القدم المحترفة.كوم (الإنجليزية)